# Hương ước
Hương ước là những quy ước, điều lệ của một cộng đồng chung sống trong một khu vực. Là bản pháp lý đầu tiên của các làng xã nhằm góp phần điều hòa các mối quan hệ xã hội trong cộng đồng. Tuy vậy "hương ước" chỉ là danh từ chung để chỉ các quy ước của làng xã, thực tế hương ước còn được gọi bằng những tên khác như: hương biên, hương khoán, hương lệ khoán ước, khoán lệ, cựu khoán tục lệ, điều ước, điều lệ. Các nhà nghiên cứu về văn hóa thôn, làng Việt Nam đã đúc kết: Hương ước của làng có thể xem như là một hệ thống luật tục, tồn tại song song nhưng không đối lập với pháp luật của quốc gia. Đây là thuật ngữ gốc Hán, khi du nhập vào Việt Nam nó vẫn được giữ nguyên nghĩa.

## Tại Trung Quốc
Ghi chép đầu tiên đề cập tới hương ước (chữ Hán: 鄉約) tại Trung Quốc là trong Tống sử - Lã Đại Phòng truyện, với Lam Điền Lã thị hương ước năm 1076. Năm 1518, Vương Dương Minh soạn Nam Cống hương ước rất nổi tiếng.

## Tại Triều Tiên/Hàn Quốc
Tại Triều Tiên kể từ thời Triều Tiên Trung Tông (1506-1544) cũng có ghi chép về hương ước.

## Tại Việt Nam
Lệ làng có lẽ có từ thời thượng cổ nhưng văn tịch để lại thì chỉ có từ thời nhà Trần. Đến thế kỷ 15 triều Hồng Đức nhà Hậu Lê thì hương ước đã rõ nét. Ngoài quy ước có tính cách luật pháp, hương ước còn đề ra những tập tục địa phương như tế tự, tang hôn, khao vọng.
Hương ước cũng đề ra cách thức dân chúng tham gia việc làng. Có làng theo lệ trọng thiên tước tức là cao niên thì vào chiếu trên, có chân khi họp việc làng và dự hương ẩm (cỗ bàn), sắp đặt theo tuổi. Có làng thì theo lệ trọng hoạn ai từng làm quan thì tự nhiên có chân, phân ngôi thứ theo phẩm trật. Có làng thì lại trọng khoa tức ai đi thi mà đỗ thì được ưu tiên.
Hương ước tại Việt Nam đã trải qua mấy đợt sửa đổi. Vào đầu thế kỷ 20 dưới thời Pháp thuộc, theo Tiến sĩ Nguyễn Văn Vịnh thì "Giặc Pháp muốn bỏ Hương ước, nhưng mà không bỏ được, vì nó đã ngấm vào trong dân rồi. Cho nên giặc Pháp mới "cải lương" hương ước, bằng cách tranh ngôi thứ trong làng, bằng cách đưa vào thủ tục ma chay, cưới hỏi. Ví dụ như vấn đề "khao vọng": ngày xưa trong làng khao vọng là ai có lên chức, ai có được cái gì thì là khao vọng. Cái khao vọng nó ăn sâu vào người Việt Nam bây giờ - hiện nay người ta ai lên chức thì phải khoản đãi anh em, nếu không khao là không được."
Từ năm 1954 trở đi với mô hình hợp tác xã của Liên Xô đem thi hành ở nông thôn miền Bắc thì hương ước bị loại bỏ dần. Theo đó là sự mất mát giá trị tinh thần và văn hóa. Tính hợp quần bị băng hoại.
Sau thập niên 1980 với sự thất bại kinh tế và suy sụp sản xuất ở nông thôn, chính quyền Cộng hòa Xã hội Chủ nghĩa Việt Nam theo đuổi phương sách Đổi Mới cho khôi phục lại lệ làng và khuyến khích việc soạn lại hương ước phù hợp theo quyết định của các Ủy ban nhân dân cấp huyện.